# Munther Abdullah
Munther Abdullah (12 de janeiro de 1975) é um ex-futebolista profissional emiratense, que atuava como meia.

## Carreira
Munther Abdullah se profissionalizou no	Al Wasl FC.

## Seleção
Munther Abdullah integrou a Seleção Emiratense de Futebol na Copa das Confederações de 1997.

## Títulos
Emirados Árabes Unidos
- Copa da Ásia de 1996: 2º Lugar